# Allendale (Karolina Południowa)
Allendale – miasto w Stanach Zjednoczonych, w stanie Karolina Południowa, w hrabstwie Allendale. W 2000 r. miasto to na powierzchni 8,6 km² zamieszkiwało 4052 osób.